# 좌파 (폴란드)
좌파(폴란드어: Lewica 레비차[*])는 2019년 폴란드 총선을 앞두고 3개의 좌익 성향 정당인 레비차 라젬, 비오스나와 민주좌파연합이 모여 만들어진 정당 연합이다. 2019년 8월 창당되었으며 당대표는 민주좌파연합 출신의 브워지미에시 차자스티이다. 중도좌파에서 좌익 성향이며, 민주사회주의와 사회민주주의, 그리고 유럽통합주의 등을 주장한다. 현재 지지율은 시민동맹에 이은 3위이다.

## 정책
- 재생 가능한 에너지원 및 에너지 효율에 대한 투자
- 습지와 산림 복원
- 동물 관련 부서 설립, 모피 양식 금지, 서커스 내 동물 사용 금지
- 가뭄과 홍수에 대한 보편적인 농민 보험
- 바르샤바 내외 1/4의 정부 기관 이전
- 평균 임금의 60%로 최저 임금 인상
- 2024년까지 공공의료지출을 GDP의 7.2%까지 증가
- 성교육 전면 시행
- 2021년에서 2031년까지 100만개의 공공주택 건설
- 신생아의 부모 모두에게 최소 12주의 완전 급여 및 의무 휴가
- 교회 기금의 투명성과 교회 기금 폐지
- 낙태법 폐지
- 성 할당량
- 동성애 허용

## 선거 결과

### 폴란드 하원
| 년도 | 득표수    | %          | 의석수   | 집권 여부 |
| ---- | --------- | ---------- | -------- | --------- |
| 2019 | 2,319,946 | 12.56 (#3) | 49 / 460 | 야당      |

### 폴란드 상원
| 년도 | 득표수  | %         | 의석수  | 집권 여부 |
| ---- | ------- | --------- | ------- | --------- |
| 2019 | 415,745 | 2.28 (#4) | 2 / 100 | 야당      |

### 대통령 선거
| 선거 | 후보              | 1차     | 1차       | 2차  | 2차    |
| 선거 | 후보              | 합계    | 득표율    | 합계 | 득표율 |
| ---- | ----------------- | ------- | --------- | ---- | ------ |
| 2020 | 로베르트 비에드론 | 432,129 | 2.22 (#6) |      |        |